# Supercoupe d'Algérie de football 1995
Navigation
Supercoupe d'Algérie 1994 Supercoupe d'Algérie 2006
L'édition 1995 de la Supercoupe d'Algérie de football oppose, le 31 août 1995, la JS Kabylie champion d'Algérie en titre et le CR Belouizdad vainqueur de la Coupe d'Algérie en titre.

## Les qualifiés
Pour cette édition, les deux qualifiés sont les tenants des titres du Championnat d'Algérie de l'édition 1995, la JS Kabylie et de la Coupe d'Algérie de l'édition 1995, le CR Belouizdad. Ces deux équipes se sont disputé le trophée de la Supercoupe d'Algérie.

### Le champion d'Algérie 1994-1995
- JS Kabylie

### Le vainqueur de la Coupe d'Algérie 1994-1995
- CR Belouizdad

## La rencontre
| Jeudi 31 août 1995 | CR Belouizdad  | 1 - 0   | JS Kabylie | Stade du 5-Juillet-1962, Alger                                      |                                                                     |
| 16 h 0 UTC+1       | Mounir Dob 18e | (0 - 0) |            | Diffuseur : Télévision Algérienne Arbitrage : Arbitres assistants : | Diffuseur : Télévision Algérienne Arbitrage : Arbitres assistants : |

Source